# Lionel Cappone
Lionel Cappone, né le 8 février 1979 à Marignane en France, est un footballeur puis entraîneur français qui a évolué au poste de gardien de but.

## Biographie

### Formation et débuts
Lionel Cappone entre au centre de formation de l'Olympique de Marseille en 1995. En octobre 1995 il est appelé en équipe de France juniors A2 (assimilable aux actuels U18) pour un stage de détection à Clairefontaine. Il signe un contrat stagiaire à l'été 1997. En 1999, l'OM ne lui propose pas de contrat et il rejoint alors le FC Bourg-Péronnas en CFA. Remarqué par le Besançon RC, club de National, il signe chez les Bisontins en 2000, sous contrat fédéral, et remporte avec ce club le titre de champion de France en 2003.
Besançon RC ne reste qu'une saison en Ligue 2 et Lionel Cappone s'engage alors, en 2004, avec le Dijon FCO qui vient d'être promu,, mais le gardien international congolais Barel Mouko le relègue au rôle de second gardien. Il prend ainsi la direction de l'Angers SCO en National pour la saison 2005-2006.

### Doublure en Ligue 1
En juin 2006, il est recruté comme deuxième gardien du FC Lorient, promu en Ligue 1, derrière Fabien Audard. En cinq saisons, il dispute trente matchs de Ligue 1 avec le FC Lorient. En juin 2011, il s'engage avec le Stade brestois 29 pour deux saisons, comme doublure de Steeve Elana,.

### Numéro un au Stade lavallois
Au mercato 2013, il signe au Stade lavallois. Il commence la saison en tant que troisième gardien derrière les jeunes Mike Vanhamel et Maxime Hautbois. Face aux prestations peu rassurantes de ces deux derniers et au manque de résultats du club, le staff lui donne sa chance « pour créer un électrochoc ». Il ne laisse pas passer cette occasion et réalise 5 matchs de Ligue 2 sans encaisser de but. Il gagne ainsi, pour de bon, sa place de titulaire, statut qu'il n'avait plus connu depuis 10 ans à Besançon. Preuve de ce nouveau statut au sein du club, il prolonge son contrat le 6 mai 2015 jusqu'en juin 2017. Le 17 février 2017, il dispute son centième match sous les couleurs lavalloises et devient le sixième gardien de but le plus capé de l'histoire du club. En fin de saison, le club est relégué en National 1 et, Lionel Cappone, en fin de contrat, quitte alors le club. Il effectue sa préparation estivale au sein du Stade Brestois, en attendant de retrouver un club.

### Fin de carrière
Après un an sans club, il s'engage en mai 2018 avec le club amateur de L'Ernéenne football, qui évolue en Régional 2. Il s'occupe également de la formation des jeunes gardiens. Il quitte le club en 2020 pour s'installer dans la région troyenne. Il signe en 2021 au FC Métropole Troyenne, club de R1 où il retrouve ses anciens coéquipiers Thomas Ayasse, président, et Ghislain Gimbert, joueur. Au FCMT, il est le gardien numéro 1 bis, et chargé de l'entraînement des gardiens. 

## Statistiques
| Saison                | Club                  | Championnat           | Championnat | Championnat | Championnat | Coupe nationale | Coupe nationale | Coupe nationale | Coupe de la Ligue | Coupe de la Ligue | Coupe de la Ligue | Total | Total | Total |
| Saison                | Club                  | Division              | M.          | B.          | P.d.        | M.              | B.              | P.d.            | M.                | B.                | P.d.              | M.    | B.    | P.d.  |
| 1999-2000             | FC Bourg-Péronnas     | CFA                   | 31          | 0           | 0           | -               | -               | -               | -                 | -                 | -                 | 31    | 0     | 0     |
| 2000-2001             | Besançon RC           | National              | 23          | 0           | 0           | -               | -               | -               | -                 | -                 | -                 | 23    | 0     | 0     |
| 2001-2002             | Besançon RC           | National              | 34          | 0           | 0           | -               | -               | -               | -                 | -                 | -                 | 34    | 0     | 0     |
| 2002-2003             | Besançon RC           | National              | 34          | 0           | 0           | 1               | 0               | 0               | -                 | -                 | -                 | 35    | 0     | 0     |
| 2003-2004             | Besançon RC           | Ligue 2               | 38          | 0           | 0           | 2               | 0               | 0               | 1                 | 0                 | 0                 | 41    | 0     | 0     |
| Sous-total            | Sous-total            | Sous-total            | 129         | 0           | 0           | 3               | 0               | 0               | 1                 | 0                 | 0                 | 133   | 0     | 0     |
| 2004-2005             | Dijon FCO             | Ligue 2               | 3           | 0           | 0           | -               | -               | -               | 2                 | 0                 | 0                 | 5     | 0     | 0     |
| 2005-2006             | Angers SCO            | National              | 31          | 0           | 0           | -               | -               | -               | 1                 | 0                 | 0                 | 32    | 0     | 0     |
| 2006-2007             | FC Lorient            | Ligue 1               | 5           | 0           | 0           | -               | -               | -               | -                 | -                 | -                 | 5     | 0     | 0     |
| 2007-2008             | FC Lorient            | Ligue 1               | -           | -           | -           | 1               | 0               | 0               | 1                 | 0                 | 0                 | 2     | 0     | 0     |
| 2008-2009             | FC Lorient            | Ligue 1               | 11          | 0           | 0           | 2               | 0               | 0               | -                 | -                 | -                 | 13    | 0     | 0     |
| 2009-2010             | FC Lorient            | Ligue 1               | 3           | 0           | 0           | -               | -               | -               | 1                 | 0                 | 0                 | 4     | 0     | 0     |
| 2010-2011             | FC Lorient            | Ligue 1               | 11          | 0           | 0           | -               | -               | -               | -                 | -                 | -                 | 11    | 0     | 0     |
| Sous-total            | Sous-total            | Sous-total            | 30          | 0           | 0           | 3               | 0               | 0               | 2                 | 0                 | 0                 | 35    | 0     | 0     |
| 2011-2012             | Stade brestois 29     | Ligue 1               | 1           | 0           | 0           | -               | -               | -               | 1                 | 0                 | 0                 | 2     | 0     | 0     |
| 2012-2013             | Stade brestois 29     | Ligue 1               | 1           | 0           | 0           | -               | -               | -               | -                 | -                 | -                 | 1     | 0     | 0     |
| Sous-total            | Sous-total            | Sous-total            | 2           | 0           | 0           | 0               | 0               | 0               | 1                 | 0                 | 0                 | 3     | 0     | 0     |
| 2013-2014             | Stade lavallois       | Ligue 2               | 15          | 0           | 0           | -               | -               | -               | -                 | -                 | -                 | 15    | 0     | 0     |
| 2014-2015             | Stade lavallois       | Ligue 2               | 34          | 0           | 0           | 3               | 0               | 0               | 3                 | 0                 | 0                 | 40    | 0     | 0     |
| 2015-2016             | Stade lavallois       | Ligue 2               | 36          | 0           | 0           | 2               | 0               | 0               | 4                 | 0                 | 0                 | 42    | 0     | 0     |
| 2016-2017             | Stade lavallois       | Ligue 2               | 23          | 0           | 0           | 2               | 0               | 0               | -                 | -                 | -                 | 25    | 0     | 0     |
| Sous-total            | Sous-total            | Sous-total            | 108         | 0           | 0           | 7               | 0               | 0               | 7                 | 0                 | 0                 | 122   | 0     | 0     |
| Total sur la carrière | Total sur la carrière | Total sur la carrière | 334         | 0           | 0           | 13              | 0               | 0               | 14                | 0                 | 0                 | 361   | 0     | 0     |

## Palmarès
Lionel Cappone est champion de France de National en 2003 avec Besançon RC.

## Engagements syndicaux
Pour la saison 2003-2004, Lionel Cappone est l'un des deux délégués syndicaux de l'UNFP au sein de son club du Besançon RC.